# Geoide

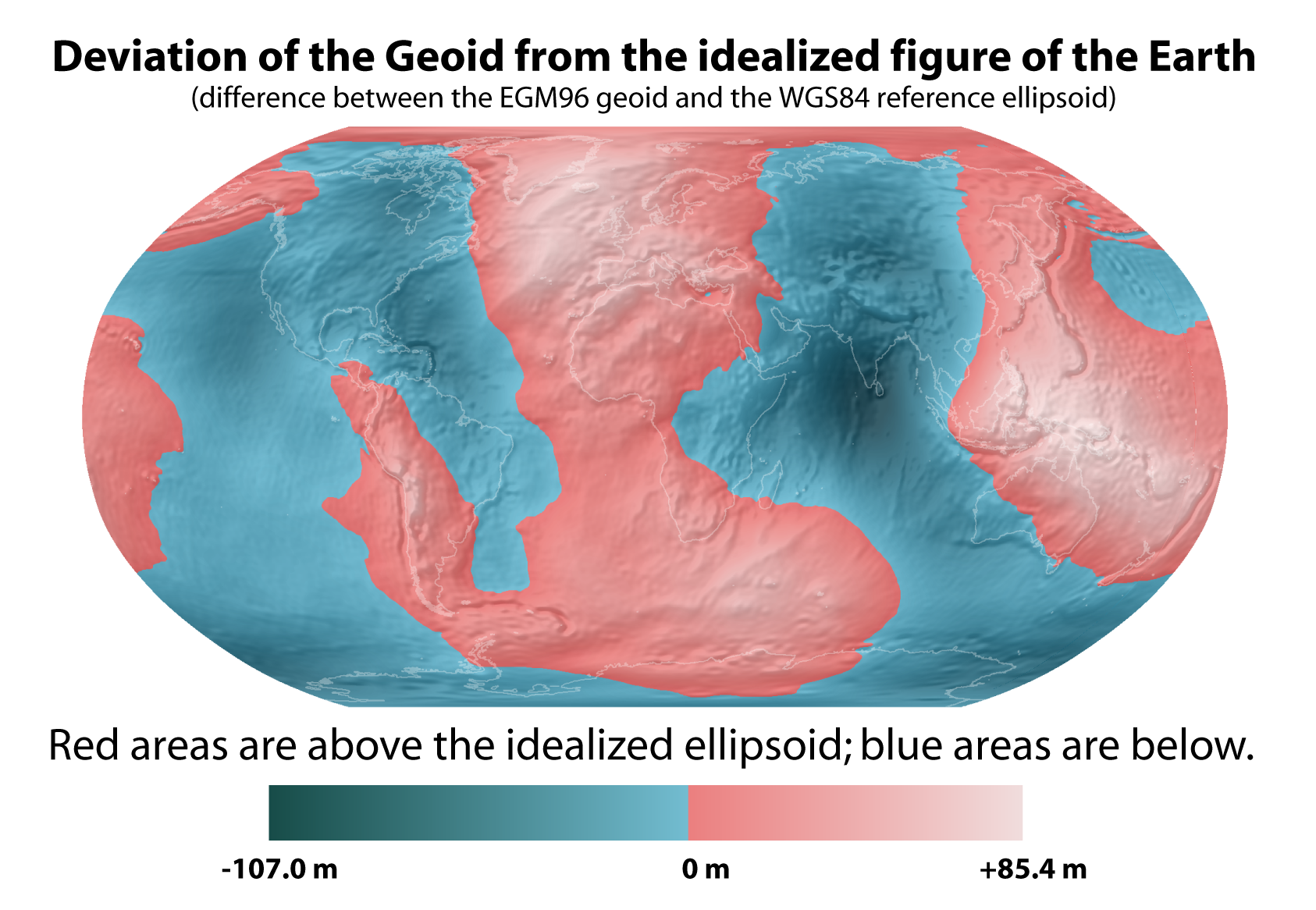
Mappa dell'ondulazione del geoide, in metri (basata sul modello di gravità EGM96 e sull'ellissoide di riferimento WGS84)

Con il termine geoide si indica la superficie equipotenziale del campo gravitazionale terrestre, che coincide con il livello medio del mare; si ottiene considerando una superficie sempre perpendicolare a un filo a piombo, cioè alla direzione della forza di gravità. Il geoide tiene conto delle irregolarità gravitazionali prodotte dalla presenza di montagna (maggior gravità dovuta alla massa) o di materiali meno densi come l'acqua degli oceani (quindi minor gravità). Il geoide è un modello fisico in quanto descrive il profilo della superficie terrestre al livello del mare rispetto al quale si misura l'altezza ed è anche un costrutto matematico in quanto tiene conto delle variazioni di gravità.
È il solido la cui superficie in ogni suo punto è perpendicolare al filo a piombo, tenendo presente che si dispone sulla verticale fisica e non su quella geocentrica.
Se la Terra fosse costituita da materiali perfettamente omogenei, l'ellissoide e il geoide coinciderebbero; in realtà essi risultano sfasati di alcune decine di metri. Poiché attualmente non esiste un modello matematico unificato che renda ragione sia delle proprietà globali sia di quelle locali della Terra, i due modelli sono entrambi necessari per definire un sistema di riferimento geodetico e per effettuare misurazioni corrette nelle tre dimensioni: sferoide, ellissoide e geoide.

## Descrizione

1. Oceano
2. Ellissoide di riferimento
3. Filo a piombo locale
4. Continente
5. Geoide

Un geoide è una superficie perpendicolare in ogni punto alla direzione della verticale, cioè alla direzione della forza di gravità. Questa è la superficie che meglio descrive la superficie media degli oceani (a meno dell'influenza di maree, correnti ed effetti meteorologici) e, quindi, la superficie media della Terra. Esso, infatti, è definibile come la superficie equipotenziale (in cui, cioè, il potenziale gravitazionale ha valore uguale) che presenta i minimi scostamenti dal livello medio del mare.
Dal punto di vista cartografico il geoide non può essere utilizzato per la determinazione planimetrica di una porzione di terreno perché, se anche si riuscisse a mettere in corrispondenza i punti della superficie fisica della Terra con quelli del geoide, non si potrebbe poi mettere in corrispondenza i punti del geoide con un sistema cartesiano piano. In pratica non è possibile utilizzare il geoide per la creazione di piante perché i dati derivanti dalla proiezione sul geoide della superficie terrestre non possono essere descritti su un piano. Di conseguenza questa superficie viene utilizzata solo in riferimento alle quote.
Questo accade perché non è possibile descrivere il geoide con una formula matematica risolvibile: per conoscere l'andamento del geoide, infatti, sarebbe necessario conoscere in ogni punto della superficie terrestre la direzione della forza di gravità, la quale a sua volta dipende dalla densità che la Terra assume in ogni punto. Questo, tuttavia, è impossibile da conoscere senza una certa approssimazione, rendendo poco operativa dal punto di vista matematico la definizione di geoide.
Assumendo certe semplificazioni è però possibile ricavare delle superfici utili nella topografia. Ipotizzando infatti la densità simmetrica rispetto all'asse di rotazione si definisce lo sferoide, mentre ipotizzando la densità costante, oltre che simmetrica rispetto all'asse di rotazione, si definisce l'ellissoide.
È necessario porre molta attenzione sulle differenze che intercorrono tra il geoide e l'ellissoide di riferimento (utilizzato nella creazione di carte topografiche): mentre il primo ha una rigorosa definizione fisica ma non è descrivibile matematicamente, il secondo ha una ben definita equazione matematica che lo descrive ma non ha alcun significato fisico per quanto riguarda la superficie terrestre. Inoltre esiste una certa deviazione della verticale tra le due superfici.

## Forma della Terra
Il termine geoide è utilizzato anche per indicare la forma della Terra a ellissoide, che è una sfera schiacciata ai poli, ottenuta dalla rotazione di un'ellisse intorno al suo asse minore. Il raggio terrestre in corrispondenza dei poli risulta di circa 21 km inferiore al raggio medio terrestre, pari a circa 6371 km.

## Rappresentazione per armoniche sferiche

Animazione del geoide ottenuto grazie alle misurazioni dei satelliti GRACE

Le armoniche sferiche sono spesso usate per approssimare la forma del geoide. Il miglior insieme di coefficienti migliori per le armoniche sferiche è l'EGM96, determinati nel progetto di collaborazione internazionale guidato dalla NIMA.
La descrizione matematica della parte non rotante {\displaystyle V} della funzione potenziale del modello è:
{\displaystyle V={\frac {GM}{r}}\left(1+{\sum _{n=2}^{n_{\text{max}}}}\left({\frac {a}{r}}\right)^{n}\cdot {\sum _{m=0}^{n}}{\overline {P}}_{nm}(\cos \phi )\cdot \left[{\overline {C}}_{nm}\cdot \cos(m\cdot \lambda )+{\overline {S}}_{nm}\cdot \sin(m\cdot \lambda )\right]\right),}
dove: 
- {\displaystyle GM=(3986004,418\pm 0,008)\times 10^{8}\ m^{3}/s^{2}} è la costante di gravitazione terrestre;[6]
- {\displaystyle \phi \ } e {\displaystyle \lambda \ } sono rispettivamente la latitudine e longitudine geocentriche;
- {\textstyle {\overline {P}}_{nm}} sono i polinomi associati di Legendre completamente normalizzati di grado n e ordine m;
- {\textstyle {\overline {C}}_{nm}} e {\textstyle {\overline {S}}_{nm}} sono i coefficienti numerici del modello basati sui dati misurati.

Si noti che l'equazione descrive il potenziale gravitazionale {\displaystyle V}, non il geoide in sé nel punto {\textstyle (\phi ,\;\lambda ,\;r,\ )}, essendo {\displaystyle r} il raggio dal centro terrestre. 
Il geoide è una particolare superficie potenziale, complicata da calcolare. Il gradiente di questo potenziale fornisce anche un modello per l'accelerazione gravitazionale. L'EGM96 contiene un insieme completo di coefficienti fino al grado e ordine 360, descrivendo il geoide con un dettaglio di ± 55 km. Il numero di coefficienti {\textstyle {\overline {C}}_{nm}} e {\textstyle {\overline {S}}_{nm}}, può essere ottenuto osservando che nell'equazione di {\displaystyle V} per ogni {\displaystyle n} ci sono due coefficienti per ogni {\displaystyle m} a eccezione di {\displaystyle m=0}, in cui ce n'è solo uno. 
Di conseguenza, siccome {\textstyle \sum _{I=1}^{L}I=L(L+1)/2}, il numero totale di coefficienti, per {\displaystyle n_{max}=360}, è: 
{\displaystyle \sum _{n=2}^{n_{\text{max}}}(2n+1)=n_{\text{max}}(n_{\text{max}}+1)+n_{\text{max}}-3=130\,317}
Per molte applicazione la serie completa non è necessaria e ci si ferma a pochi termini. Sono in sviluppo nuovi modelli a più alta risoluzione, diversi autori dell'EGM96 stanno lavorando a un modello aggiornato che dovrebbe contenere i nuovi dati gravitazionali ottenuti dai satelliti, e dovrebbe prevedere fino a 2 160 gradi e ordini.
La National Geospatial-Intelligence Agency ha annunciato la disponibilità del EGM2008, con 2 159 gradi che contiene dei coefficienti addizionali che estendono i gradi a 2 190.